# Les Chroniques de Noël
Série Les Chroniques de Noël
Les Chroniques de Noël 2
(2020)
Pour plus de détails, voir Fiche technique et Distribution.
Les Chroniques de Noël (The Christmas Chronicles) est un film de Noël comique et fantastique familiale américaine réalisée par Clay Kaytis et sortie en 2018 sur Netflix,.
Le film montre que depuis la mort du père, les fêtes de fin d'année de la famille Pierce ne sont plus les mêmes. Teddy et sa petite sœur Kate ne s'entendent plus très bien, au grand désespoir de leur mère. Le soir du réveillon, cette dernière doit partir travailler à l'hôpital pour remplacer une collègue. Seuls à la maison, Teddy et Kate décident de filmer leur salon pour piéger le Père Noël, joué par Kurt Russell. Après l'avoir repéré, ils le suivent et montent dans son traîneau, mais provoquent un accident lorsque Santa prend conscience de leur présence. Ce dernier ne pouvant poursuivre sa tournée, Noël est en danger. Kate et Teddy l'aideront alors à sauver Noël et se réconcilieront. 

## Synopsis
À Lowell, Massachusetts, à la veille de Noël de 2018, la mère veuve Claire Pierce a du mal à gérer ses enfants après qu'ils se sont battus depuis que son mari pompier, Doug, est mort en essayant de sauver des étrangers d'un incendie. Le fils de Claire, Teddy, a perdu son esprit de Noël et s'implique dans des activités illégales comme le vol de voitures. Cependant, la sœur cadette de Teddy, Kate, essaie de garder l'esprit de Noël en vie en continuant à croire au Père Noël. Kate attrape Teddy en train de voler une voiture dans un parking et le film, menaçant de montrer à leurs mère, mais change d'avis, disant à Claire que Teddy avait cassé un cadre photo à la place.
La veille de Noël, Claire est appelée pour remplacer un collègue, laissant Teddy s'occuper de Kate. En regardant de vieilles vidéos de Noël en famille, Kate remarque qu'un bras étrange apparaît hors de la cheminée. Kate croit que c'est le Père Noël et convainc Teddy de l'aider en promettant de détruire la cassette où Teddy est en train de voler une voiture. Les deux ont installé un fil, des grelots en guise d’alarme et une caméra cachée. Kate se réveille plus tard et voit le Père Noël dans le salon. Cependant, il s'échappe sur le toit et les deux enfants le suivent. Kate décide de se cacher dans son traîneau pour regarder de plus près, et Teddy la suit à contrecœur. Le Père Noël s'en va avec les enfants en remorque. Lorsque Kate demande l’aide du Père Noël pour le mal du transport, le Père Noël et les rennes sont surpris et il perd le contrôle du traîneau. Après s'être téléporté à Chicago, le traîneau tombe en panne, provoquant la dispersion des rennes et la perte du bonnet du Père Noël et d'un sac de cadeaux.
Le Père Noël se présente aux enfants et leur dit qu'il doit retourner à la livraison de cadeaux dès que possible, sinon l'esprit de Noël sera perdu. Sans son bonnet, le Père Noël ne peut pas se déplacer rapidement ou dans des espaces restreints comme il le fait normalement. Les enfants sont forcés de l'aider après qu'il leurs ait annoncé que leurs nom figureront dans la liste des mauvais enfants à vie. 
Ils s'arrêtent dans un bar où le Père Noël essaie de demander de l'aide aux clients pour qu’il lui emprunte leur voiture. Lorsqu'ils ne bénéficient d'aucune assistance, ils volent une voiture à la suggestion de Teddy, après qu'il a rappelé au Père Noël que la voiture a déjà été volée par le barman délinquant et lui propose qu'ils la rendent à la police une fois terminé. Ils localisent les rennes, mais rencontrent une voiture de police conduite par les policiers Dave Poveda et Mikey Jameson, qui sont à la recherche de la voiture volée. Kate poursuit seule les rennes tandis que Teddy et le Père Noël attirent la police. Le Père Noël est arrêté, tandis que Kate et Teddy s'échappent avec les rennes. Les enfants trouvent le sac du Père Noël, et Kate entre à l'intérieur pour trouver de l'aide. Elle est téléportée au Pôle Nord où elle rencontre les lutins du Père Noël, qui acceptent de l'aider car elle et sa famille (sauf Teddy) figurent dans le livre des personnes qui croient au Père Noël. Kate découvre également que Teddy a écrit une lettre au Père Noël cette année dans laquelle elle souhaiterait revoir son père.
Pendant ce temps, Teddy est attaqué par une bande de voyous qui le kidnappent avec le sac dans leur cachette, où il est sauvé par Kate et les lutins, qui se sont ensuite mis en route pour réparer le traîneau du Père Noël. Au poste de police, le Père Noël essaie d'expliquer sa situation à l'agent Poveda. Lorsque le Père Noël révèle que le souhait de l'officier de cette année est de se réconcilier avec son ex-femme, Lisa, qui partage également ce souhait, Poveda est surpris, mais refuse toujours de le croire. Poveda a enfermé le Père Noël dans la cellule de détention, bien qu'il devienne méfiant lorsqu'il voit un plus grand nombre d'arrestations que d'habitude la veille de Noël. Voyant que l'esprit de Noël est au plus bas, le Père Noël rassemble tous les détenus pour chanter : « Le Père Noël est de retour en ville ! ». Cela fonctionne parmi tous les officiers, à l'exception de Poveda, mais il finit par être convaincu lorsqu'il reçoit un appel de Lisa, qui l'invite à prendre un café le matin, et accepte de laisser partir le Père Noël. L'un des lutins arrive par le système d’aération pour donner au Père Noël un bonnet de rechange. Le Père Noël sort pour trouver son traîneau réparé.
Le Père Noël voit qu'il n'a plus qu'une heure avant le matin pour terminer la livraison des cadeaux. Les enfants acceptent alors de l'aider. Avec Kate qui lui jette des cadeaux et Teddy qui conduit le traîneau, le Père Noël est en mesure de livrer tous les cadeaux à la vitesse de l’éclair, sauvant ainsi Noël. Ensuite, il ramène les enfants chez eux avant que leur mère ne revienne. Le frère et la sœur demandent au Père Noël s'ils le reverront un jour, et le Père Noël ne dit pas s'il peut l'aider, mais s'il a besoin d'aide à l'avenir. Le Père Noël donne son bonnet à Teddy en souvenir, montrant qu'il n'en avait pas vraiment besoin.
Quand Claire revient, ils entrent pour découvrir que le salon a été décoré comme leur père le faisait auparavant. Lorsque les enfants ouvrent leurs cadeaux du Père Noël le matin de Noël, Kate reçoit le skateboard qu'elle a demandée, tandis que Teddy reçoit un boule magique. Lorsque Teddy l'accroche au sapin, il voit son père apparaître comme par magie dans son reflet, et ils expriment tous les deux leur fierté l'un pour l'autre.
De retour au pôle Nord, le Père Noël inscrit Teddy dans le livre des croyants et retrouve sa femme, Mère Noël, qui est rentrée à la maison. Elle demande quel film ils vont regarder, et le Père Noël sort la vidéo que Kate a prise durant toute la soirée avec un sourire.

## Fiche technique
- Titre français : Les Chroniques de Noël
- Titre original : The Christmas Chronicles
- Réalisation : Clay Kaytis (en)
- Scénario : Matt Lieberman, d'après une histoire originale de David Guggenheim et de Matt Lieberman
- Musique : Christophe Beck
- Création des costumes : Luis Sequeira
- Création des décors : Patricia Larman
- Direction artistique : Paul D. Austerberry
- Production : Chris Columbus, David Guggenheim, Michael Barnathan et Mark Radcliffe
- Sociétés de production : 1492 Pictures, Madhouse Entertainment et Wonder Worldwide
- Distribution : Netflix
- Pays de production :  États-Unis
- Langues originales : anglais et elfique (et quelques phrases en espagnol)
- Genre : comédie, fantastique
- Date de sortie :
  - Mondial : 22 novembre 2018 (sur Netflix)

## Distribution
- Kurt Russell (VF : Philippe Vincent) : Santa Claus
- Judah Lewis (VF : Gabriel Bismuth-Bienaimé) : Teddy Pierce
- Darby Camp (VF : Alice Verset) : Kate Pierce
- Kimberly Williams-Paisley (VF : Sybille Tureau) : Claire Pierce, la mère de Teddy et Kate
- Martin Roach (VF : Frantz Confiac) : l'officier Poveda
- Lamorne Morris (VF : Diouc Koma) : Officier Jameson
- Oliver Hudson (VF : Thibaut Lacour) : Doug Pierce, le père de Teddy et Kate
- Vella Lovell : Wendy, l'hôtesse du restaurant
- Lauren Collins : une femme à une table
- Steven Van Zandt : Wolfie, un détenu musicien
- Goldie Hawn (VF : Virginie Ledieu) : Mère Noël (caméo)

VOIX (V.O.)
- Debra Wilson : Lars
- Kari Wahlgren : Jojo
- Andrew Morgado : Hugg
- Debi Derryberry : Fleck

## Musique
Dans le film Kurt Russell, interprète une reprise de Santa Claus Is Back in Town (en) d'Elvis Presley.

## Suite
Producteur du film, Chris Columbus coécrit et réalise la suite du film, Les Chroniques de Noël 2, prévue pour le 25 novembre 2020. Un 3e film est prévue pour le 20 décembre 2022